# Guildford City
Der Guildford City Football Club ist ein englischer Fußballverein aus Guildford.

## Geschichte
Nachdem es in Guildford bereits seit Ende der 1870er Jahre eine Amateurmannschaft gegeben hatte, gründete sich nach der flächendeckenden Wiederaufnahme des Spielbetriebs nach Ende des Ersten Weltkriegs 1921 der Profiklub unter dem Namen Guildford United. Er wurde in die Southern Football League aufgenommen. Nach Schaffung des Bistums Guildford 1927 erhoffte man sich eine Aufwertung der Kleinstadt, so dass sich der Klub in Guildford City umbenannte.
Mit dem 1953 als Spielertrainer verpflichteten Archie Macaulay kam ein Aufschwung, der zum Meistertitel in der Southern Football League 1956 führte. Macaulay wurde daraufhin vom Football-League-Klub Norwich City abgeworben und unter Nachfolger Bill Thompson die Erfolge nicht bestätigt, so dass bei einer Aufgliederung der Southern Football League 1959 der Klub in die untere Division eingeteilt wurde. Unter Albert Tennant, zuvor unter Ted Drake Teil des Trainerteams des FC Chelsea, gelang der Aufstieg und 1963 der Titelgewinn im Southern League Cup. Der Klub geriet jedoch zunehmend in finanzielle Schwierigkeiten, die trotz Verkauf des Torhütertalents Peter Vasper an Norwich City 1967 anstiegen und zum Abstieg in Tennants letzter Spielzeit 1968 führten. 1969 verkaufte der Klub sein Heimstadion Joseph’s Road, das Gelände wurde später neu bebaut. 1974 ging der Klub nach einer Fusion mit dem FC Dorking im neu gegründeten Klub Guildford & Dorking United auf, der 1976 den Spielbetrieb einstellte.
1996 gründete sich ein neuer Klub unter dem Namen AFC Guildford, um das Anfang des Jahrzehnts neu gebauten örtlichen Sportzentrum Guildford Spectrum zu nutzen. Der Klub änderte 2005 seinen Namen zunächst in Guildford United und später in Guildford City. 2012 erreichte der Klub ebenfalls die Southern Football League, stieg aber später wieder in die Combined Counties Football League ab.